# Halacarsantia kussakini
Halacarsantia kussakini är en kräftdjursart som beskrevs av Mueller1992. Halacarsantia kussakini ingår i släktet Halacarsantia och familjen Santiidae. Inga underarter finns listade i Catalogue of Life.